# Quantanthura andamanensis
Quantanthura andamanensis är en kräftdjursart som beskrevs av Brian Frederick Kensley och Marilyn Schotte 2000. Quantanthura andamanensis ingår i släktet Quantanthura och familjen Anthuridae. Inga underarter finns listade i Catalogue of Life.